# Cacosterninae
Cacosterninae is een onderfamilie van kikkers uit de familie Pyxicephalidae. De groep werd voor het eerst wetenschappelijk beschreven door Gladwyn Kingsley Noble in 1931. Later werd de wetenschappelijke naam Tomopternini gebruikt.
Er zijn 71 soorten in tien geslachten die voorkomen in Afrika, ten zuiden van de Sahara.

## Taxonomie
Onderfamilie Cacosterninae
- Geslacht Amietia
- Geslacht Anhydrophryne
- Geslacht Arthroleptella
- Geslacht Cacosternum
- Geslacht Microbatrachella
- Geslacht Natalobatrachus
- Geslacht Nothophryne
- Geslacht Poyntonia
- Geslacht Strongylopus
- Geslacht Tomopterna

Cacosterninae · 
Pyxicephalinae